# Maud Lewis

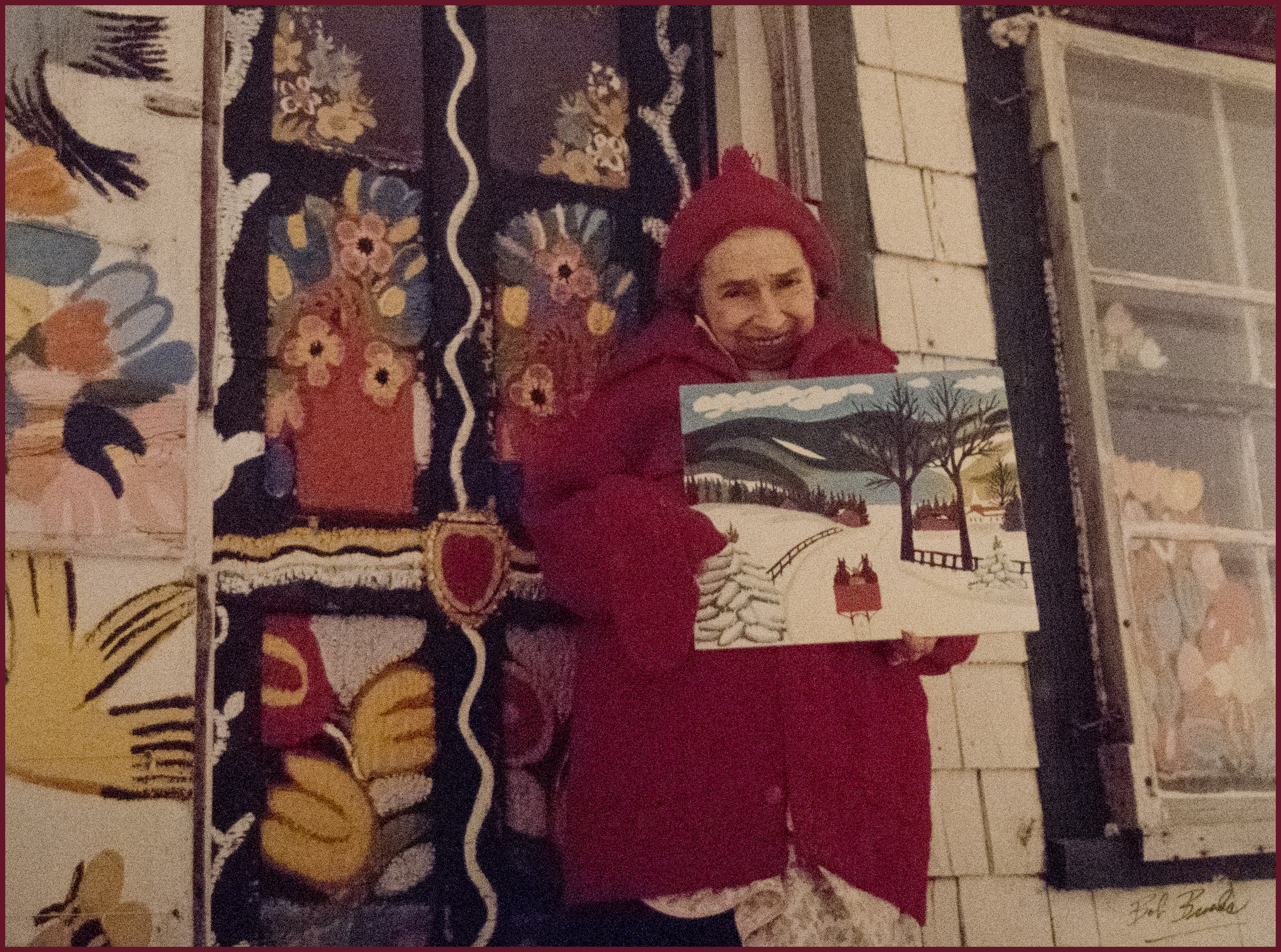
Maude Lewis vor ihrem Haus

Maud Lewis, geb. Dowley (* 7. März 1903 in South Ohio, Kanada; † 30. Juli 1970 in Digby, Kanada) war eine kanadische Künstlerin. Die mit körperlichen Behinderungen geborene Frau lebte mit ihrem Mann in sehr bescheidenen Verhältnissen. Anfangs malte sie nur zu ihrem eigenen Vergnügen, später trugen ihre Karten und kleinformatigen Gemälde mit zum Lebensunterhalt bei. Ihre Werke werden der Volkskunst zugerechnet.

## Leben

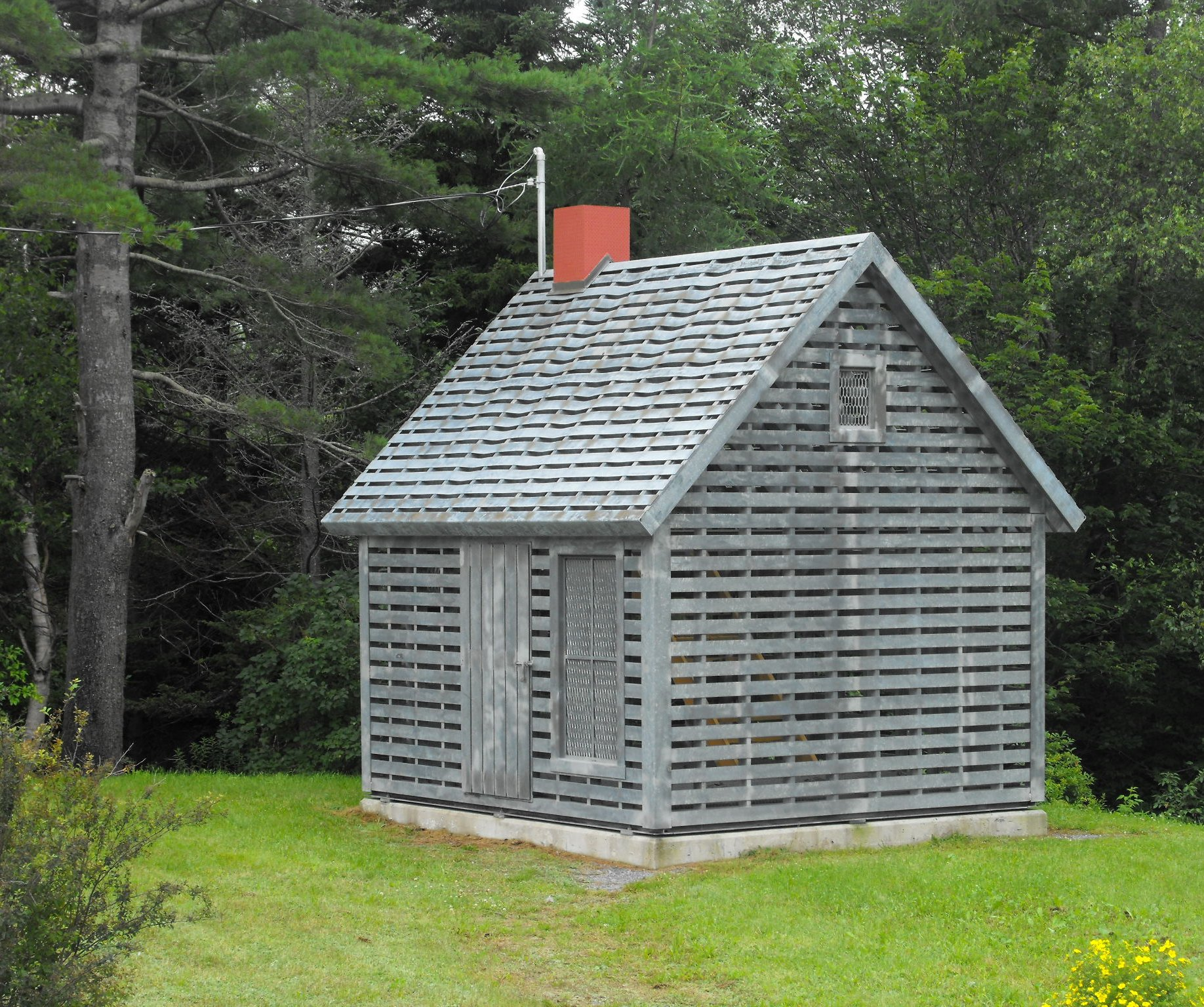
Maude Lewis Denkmal in Marshalltown

Lewis wurde am 7. März 1903 in South Ohio, einer kleinen Gemeinde in der Provinz Nova Scotia im Osten Kanadas, als Tochter von John und Agnes Dowley geboren. Sie litt schon früh an Behinderungen an Armen und Händen als Folge der rheumatoiden Arthritis, die sie seit ihrer Kindheit hatte.

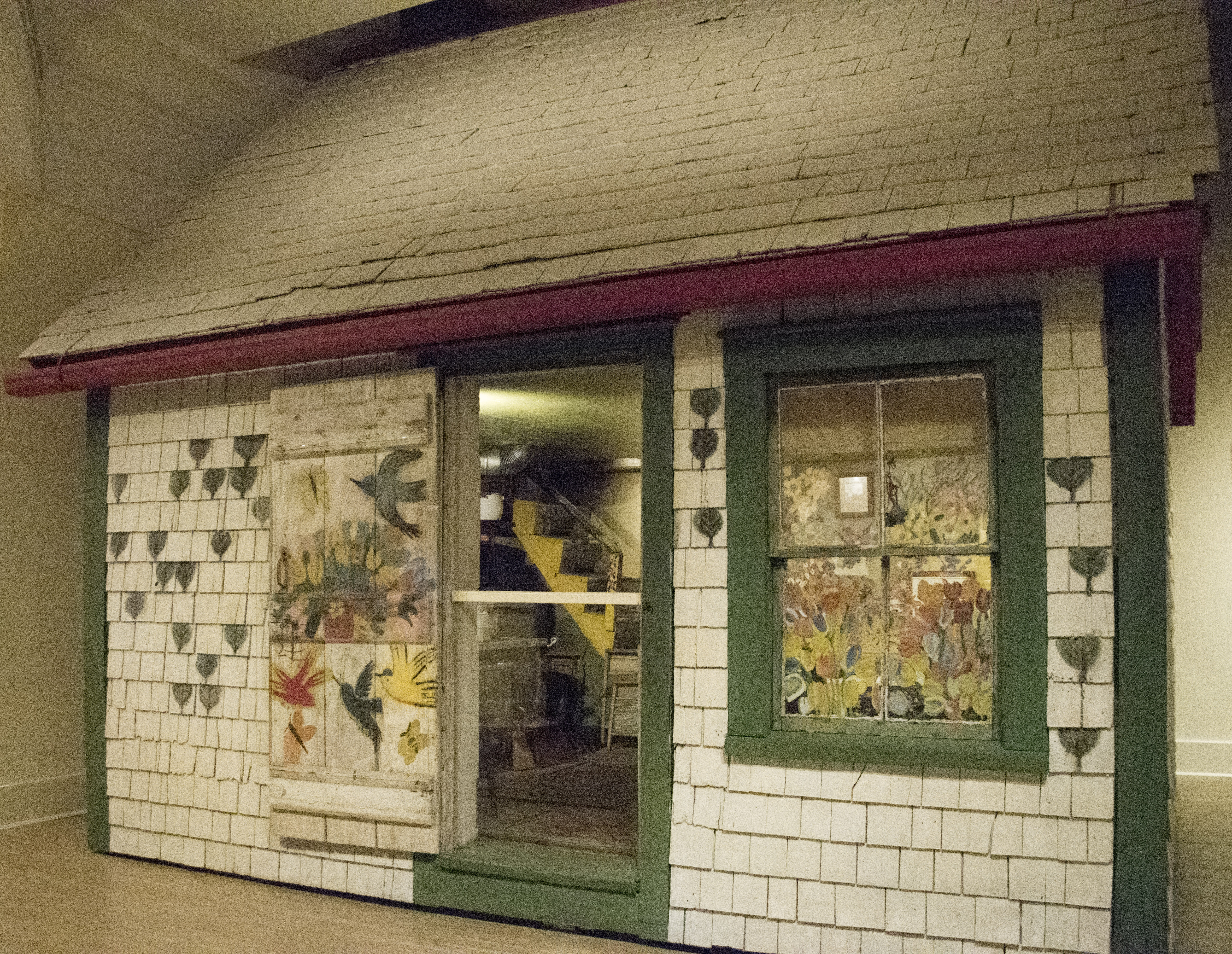
The Maud Lewis house in der Art Gallery of Nova Scotia

Am 16. Januar 1938 heiratete sie den Hausierer Everett Lewis. Das Paar war mittellos und lebte in einem kleinen Haus in Marshalltown, Nova Scotia, ohne Heizung und elektrischen Strom. Bald nach der Heirat begleitete Maud Lewis ihren Mann auf seinen täglichen Runden, bei denen er Fisch von Tür zu Tür verkaufte. So begann auch ihre künstlerische Laufbahn, denn sie zeichnete Weihnachtskarten, die sich bei den Kunden ihres Mannes als sehr beliebt herausstellten. Nach einigen Verkaufserfolgen ermutigte sie ihr Mann zur Malerei und kaufte ihr zum ersten Mal Ölfarben. Trotz ihrer körperlichen Einschränkungen malte sie nun kleinformatige, farbenfrohe Gemälde, um ihren Lebensunterhalt aufzubessern.
Im letzten Jahr ihres Lebens verschlimmerte sich Lewis’ Gesundheitszustand, dennoch malte sie so oft wie möglich, auch noch während der Fahrten ins Krankenhaus. Sie starb am 30. Juli 1970 in Digby, Nova Scotia. Ihr Mann wurde neun Jahre später von Einbrechern ermordet. 
Ihr Zwei-Zimmer-Haus wurde renoviert und ist heute in der Art Gallery of Nova Scotia in Halifax ausgestellt. An seinem ursprünglichen Standort wurde ein Denkmal aus Stahl errichtet, welches das Haus nachbildet.

## Werk

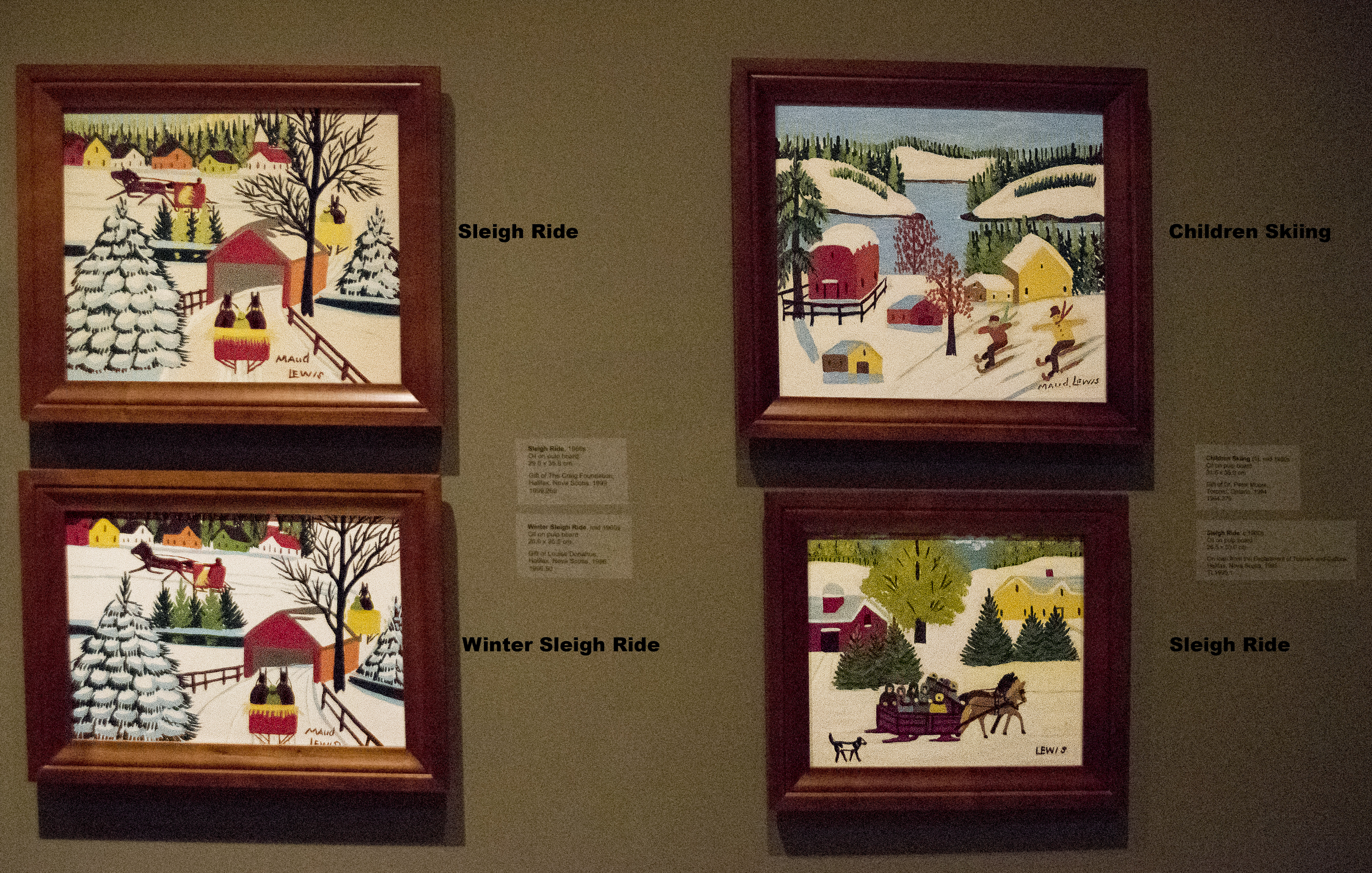
Gemälde von Maud Lewis in der Art Gallery of Nova Scotia

Maud Lewis’ Bilder sind recht klein, meist nur 20 bis 25 Zentimeter groß, ihr größtes Bild misst 90 Zentimeter. Die Gemälde zeigen Außenszenen mit Menschen und Haus- und Wildtieren wie Pferde, Katzen und Vögel. Lewis’ Maltechnik bestand darin, die Farben direkt und ungemischt aus den Farbtuben aufzutragen, sodass sie leuchtend und knallig wirken und die Flächen klar voneinander abgegrenzt sind. Sie benutzte dabei alle möglichen Materialien als Grundlage, darunter auch Holzbretter und Backbleche. Sogar die Wände, Decken und Türen ihres Hauses bemalte sie bis in den letzten Winkel.

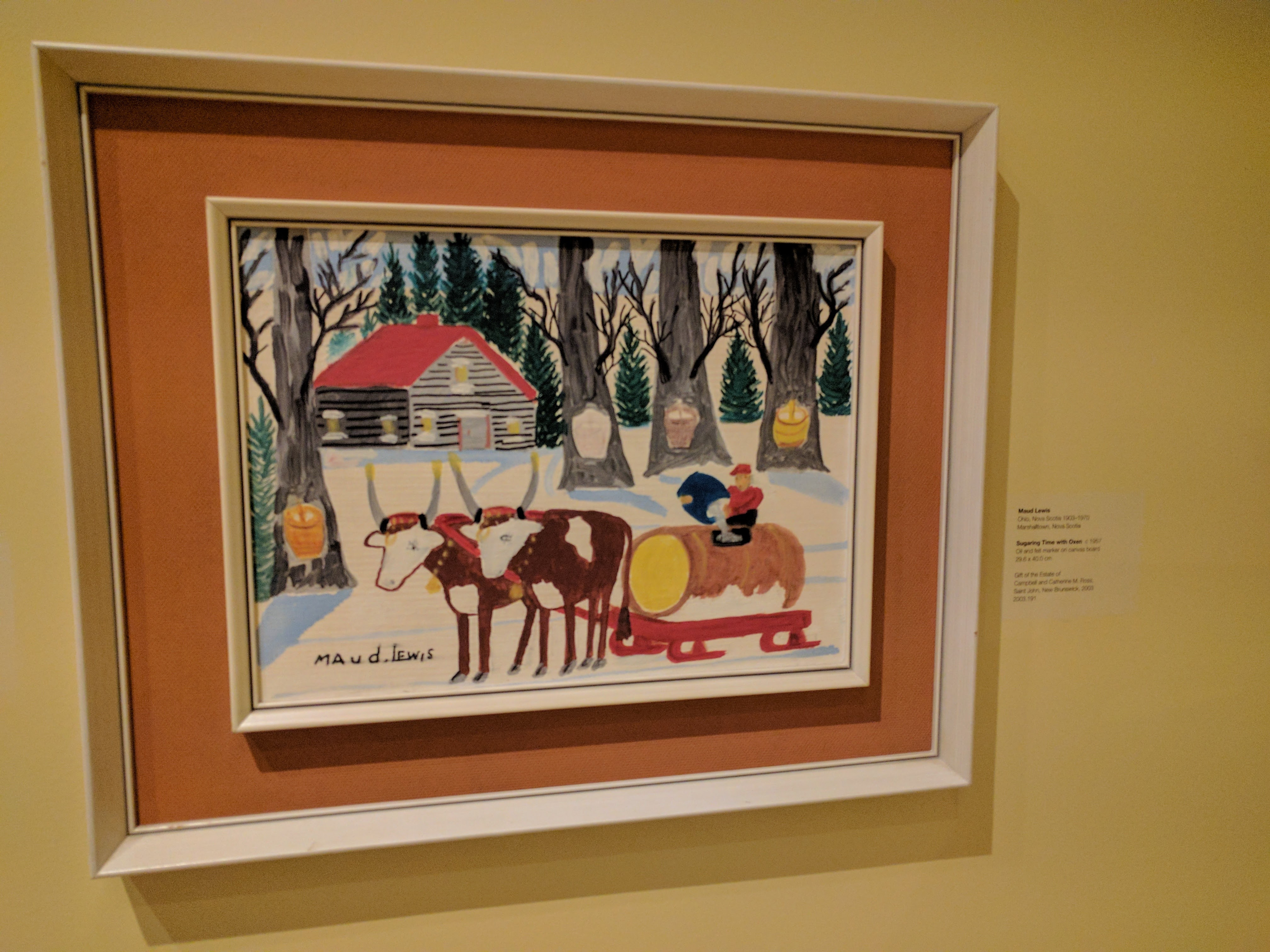
Sugaring Time with Oxen. Gemälde in der Art Gallery of Nova Scotia

Von 1945 bis 1950 verkauften sich ihre Bilder für zwei bis drei Dollar. Erst in den letzten drei, vier Jahren ihres Lebens bekam Lewis sieben bis zehn Dollar pro Gemälde. 1964 erhielt sie erstmals nationale Aufmerksamkeit durch einen Artikel in der „Star Weekly“ und ein Jahr später wurde sie in einem Dokumentarfilm der CBC Television vorgestellt. Der Verkaufspreis ihrer Werke steigt seit den letzten Jahren ständig. Zwei ihrer Bilder wurden für mehr als 16.000 $ verkauft. Den bisher höchsten Verkaufspreis erzielte „Winter sleigh ride (c.1955)“ mit 85.000 $ CA bei einer Auktion in New Hamburg, Kanada im Jahr 2022.

## Filme
- Diane Beaudry: Maud Lewis: A World Without Shadows, Online-Dokumentation, 1967
- Jane Churchill: I Can Make Art … Like Maud Lewis, Kurzfilm, 2005
- Aisling Walsh: Maudie, Spielfilm mit Sally Hawkins und Ethan Hawke, 2016